# División Intermedia 2024
El campeonato de la División Intermedia 2024, fue la 106.ª edición del campeonato de Segunda División y la 27.ª edición de la División Intermedia, desde la creación de la misma en 1997. Es organizado por la Asociación Paraguaya de Fútbol contando con la participación de 16 clubes. 
Los equipos nuevos en la categoría fueron los ascendidos de 2023, Atlético Tembetary de Villa Elisa, campeón de la Primera División B;  12 de Junio de Villa Hayes, campeón de la Primera División B Nacional y Encarnación FC de Encarnación, campeón del Campeonato Nacional de Interligas. Así también los clubes Guaireña de Villarrica y Resistencia  de Asunción, descendidos de la Primera División de 2023.
El campeonato inició el 5 de abril mientras que la fecha de finalización fue el 14 de octubre.
El club Deportivo Recoleta logró el ascenso en la fecha 27 del campeonato y se consagró campeón en la última. El Atlético Tembetary de Villa Elisa también logró quedarse con el otro cupo en la fecha 28 y el subcampeonato al perder con el Sportivo Carapeguá. Al otro extremo perdieron la categoría, por la fecha 25, el club Atlético Colegiales, por la fecha 29, el club 3 de Febrero y por la fecha 30, el club Martín Ledesma.

## Ascensos y descensos
| Pos | Ascendidos a Primera División |
| --- | ----------------------------- |
| 1.º | Sol de América                |
| 2.º | Sportivo 2 de Mayo            |

| Pos | Descendido a Primera División B Nacional |
| --- | ---------------------------------------- |
| 14º | Atyrá FC                                 |

| Po   | Descendidos a Primera División B Metropolitana |
| ---- | ---------------------------------------------- |
| 15.º | 24 de Setiembre VP                             |
| 16.º | 12 de Octubre                                  |

| Pos  | Descendidos de la Primera División |
| ---- | ---------------------------------- |
| 11.° | Guaireña FC                        |
| 12.° | Resistencia                        |

| Pos | Ascendido del Nacional de Interligas |
| --- | ------------------------------------ |
| 1º  | Encarnación FC                       |

| Pos | Ascendido de la Primera División B Nacional |
| --- | ------------------------------------------- |
| 1.º | 12 de Junio VH                              |

| Pos | Ascendido de la Primera División B Metropolitana |
| --- | ------------------------------------------------ |
| 1.º | Atlético Tembetary                               |

## Producto de la clasificación
- El torneo consagrará al campeón número 27.° en la historia de la División Intermedia (desde su creación en 1997) y al 105.° ganador de la Segunda División.

- Los dos primeros de esta temporada ascenderán a la Primera División.

- Los clubes que finalicen en las tres últimas posiciones en la tabla de promedios descenderán, los clubes de ciudades que se encuentren como máximo a 50 km de Asunción lo harán a la Primera División B mientras que los clubes del interior del país, a la Primera División B Nacional.

## Sistema de competición
Como en temporadas anteriores, el modo de disputa es el mismo bajo el sistema de todos contra todos con partidos de ida y vuelta, unos como local y otros como visitante en dos rondas de quince jornadas cada una. Es campeón el equipo que acumula la mayor cantidad de puntos al término de las 30 fechas.
En caso de igualdad de puntos entre dos contendientes se define el título en un partido extra. De existir más de dos en disputa se toman en cuenta los siguientes parámetros:
1. saldo de goles.
2. mayor cantidad de goles marcados.
3. mayor cantidad de goles marcados en condición de visitante.
4. sorteo.

Para determinar el descenso, los tres últimos equipos en la tabla de promedios descenderán a la Primera B o Primera B Nacional.

## Equipos participantes

### Localización
La mayoría de los clubes (5) se concentra en la capital del país. En tanto que cuatro se encuentran a corta distancia en el departamento Central. Uno pertenece al departamento de Caaguazú, uno al de Alto Paraná, uno al de Paraguarí, uno al de San Pedro, uno al de Guairá, uno al de Presidente Hayes y el último al de Itapúa.
| Distrito capital/Departamento    | Cantidad | Equipos                                                                                                  |
| -------------------------------- | -------- | --- |
| Asunción                         | 5        | Fernando de la Mora, Resistencia, Rubio Ñu, Deportivo Recoleta e Independiente.                          |
| Departamento Central             | 4        | Atlético Colegiales (Lambaré), Martín Ledesma (Capiatá), Atlético Tembetary (Villa Elisa) y San Lorenzo. |
| Departamento de Paraguarí        | 1        | Sportivo Carapeguá.                                                                                      |
| Departamento de Alto Paraná      | 1        | Atl. 3 de Febrero (Ciudad del Este).                                                                     |
| Departamento de Caaguazú         | 1        | Pastoreo FC (Juan Manuel Frutos).                                                                        |
| Departamento de San Pedro        | 1        | Deportivo Santaní (San Estanislao).                                                                      |
| Departamento de Guairá           | 1        | Guaireña FC (Villarrica).                                                                                |
| Departamento de Presidente Hayes | 1        | 12 de Junio (Villa Hayes).                                                                               |
| Departamento de Itapúa           | 1        | Encarnación FC.                                                                                          |

### Información de equipos
Listado de los equipos que disputarán este torneo. El número de equipos participantes para esta temporada es de 16.
| Equipo                | Ciudad             | Estadio                 | Capacidad | Fundación                |
| 12 de Junio           | Villa Hayes        | Facundo de León Fossati | 5.000     | 12 de junio de 1936      |
| Atlético 3 de Febrero | Ciudad del Este    | Antonio Aranda          | 28.000    | 20 de noviembre de 1970  |
| Atlético Tembetary    | Villa Elisa        | Luis Alfonso Giagni     | 11.000    | 3 de agosto de 1912      |
| Martín Ledesma        | Capiatá            | Enrique Soler           | 5.000     | 22 de septiembre de 1914 |
| Deportivo Santaní     | San Estanislao     | Juan José Vázquez       | 10.000    | 27 de febrero de 2009    |
| Fernando de la Mora   | Asunción           | Emiliano Ghezzi         | 6.000     | 25 de diciembre de 1925  |
| Sportivo Carapeguá    | Carapeguá          | Municipal de Carapeguá  | 10.000    | 3 de septiembre de 2010  |
| Resistencia           | Asunción           | Tomás Beggan Correa     | 3.500     | 27 de diciembre de 1917  |
| Atlético Colegiales   | Lambaré            | Luciano Zacarías        | 4.500     | 7 de enero de 1977       |
| Independiente F.B.C.  | Asunción           | Ricardo Gregor          | 4.000     | 20 de septiembre de 1925 |
| Rubio Ñu              | Asunción           | La Arboleda             | 8.000     | 24 de agosto de 1913     |
| Guaireña FC           | Villarrica         | Parque del Guairá       | 15.000    | 28 de marzo de 2016      |
| Pastoreo FC           | Juan Manuel Frutos | Bosque Grande           | 5.000     | 14 de junio de 2020      |
| Deportivo Recoleta    | Asunción           | Roque Battilana         | 6.000     | 12 de febrero de 1931    |
| Sportivo San Lorenzo  | San Lorenzo        | Gunther Vogel           | 5.000     | 17 de abril de 1930      |
| Encarnación FC        | Encarnación        | Villa Alegre            | 16.000    | 28 de febrero de 2023    |
| --------------------- | ------------------ | ----------------------- | --------- | ------------------------ |

## Clasificación
| Pos. | Equipo                    | Pts. | PJ | G  | E  | P  | GF | GC | Dif. | Clasificación 2024-25                    |
| ---- | ------------------------- | ---- | -- | -- | -- | -- | -- | -- | ---- | ---------------------------------------- |
| 1    | Deportivo Recoleta (A, C) | 65   | 30 | 19 | 8  | 3  | 57 | 20 | +37  | Ascienden a Primera División de Paraguay |
| 2    | Atlético Tembetary (A)    | 62   | 30 | 19 | 5  | 6  | 46 | 24 | +22  | Ascienden a Primera División de Paraguay |
| 3    | Sportivo Carapeguá        | 58   | 30 | 17 | 7  | 6  | 45 | 27 | +18  |                                          |
| 4    | San Lorenzo               | 46   | 30 | 12 | 10 | 8  | 35 | 31 | +4   |                                          |
| 5    | Resistencia               | 45   | 30 | 13 | 6  | 11 | 35 | 35 | 0    |                                          |
| 6    | Encarnación               | 44   | 30 | 12 | 8  | 10 | 43 | 39 | +4   |                                          |
| 7    | Deportivo Santaní         | 42   | 30 | 11 | 9  | 10 | 35 | 33 | +2   |                                          |
| 8    | Rubio Ñu                  | 42   | 30 | 11 | 9  | 10 | 33 | 35 | −2   |                                          |
| 9    | Guaireña                  | 38   | 30 | 10 | 11 | 9  | 30 | 25 | +5   |                                          |
| 10   | 12 de Junio               | 38   | 30 | 10 | 8  | 12 | 35 | 35 | 0    |                                          |
| 11   | Independiente CG          | 38   | 30 | 10 | 8  | 12 | 33 | 37 | −4   |                                          |
| 12   | Martín Ledesma (D)        | 36   | 30 | 8  | 12 | 10 | 28 | 35 | −7   |                                          |
| 13   | Fernando de la Mora       | 35   | 30 | 8  | 11 | 11 | 31 | 33 | −2   |                                          |
| 14   | 3 de Febrero (D)          | 29   | 30 | 6  | 11 | 13 | 24 | 37 | −13  |                                          |
| 15   | Pastoreo                  | 23   | 30 | 6  | 5  | 19 | 28 | 50 | −22  |                                          |
| 16   | Atlético Colegiales (D)   | 10   | 30 | 2  | 4  | 24 | 28 | 70 | −42  |                                          |

Actualizado a los partidos jugados el 14 de octubre de 2024.
 Fuente: APF

## Evolución de la clasificación
| Equipo \ Jornada    | 01 | 02 | 03 | 04 | 05 | 06 | 07 | 08 | 09 | 10 | 11 | 12 | 13 | 14 | 15 | 16 | 17 | 18 | 19 | 20 | 21 | 22 | 23 | 24  | 25  | 26 | 27 | 28 | 29 | 30 |
| ------------------- | -- | -- | -- | -- | -- | -- | -- | -- | -- | -- | -- | -- | -- | -- | -- | -- | -- | -- | -- | -- | -- | -- | -- | --- | --- | -- | -- | -- | -- | -- |
| 3 de Febrero        | 11 | 14 | 14 | 9  | 9  | 8  | 15 | 15 | 15 | 15 | 15 | 15 | 15 | 15 | 15 | 14 | 15 | 15 | 15 | 14 | 14 | 14 | 14 | 14  | 14* | 14 | 14 | 14 | 14 | 14 |
| Resistencia         | 1  | 2  | 6  | 7  | 10 | 10 | 7  | 5  | 7  | 5  | 5  | 5  | 4  | 5  | 5  | 5  | 5  | 6  | 6  | 7  | 9  | 12 | 10 | 10  | 11  | 8  | 8  | 8  | 7  | 5  |
| Martín Ledesma      | 12 | 5  | 8  | 11 | 11 | 11 | 8  | 10 | 8  | 10 | 10 | 10 | 10 | 9  | 9  | 10 | 9  | 9  | 9  | 6  | 8  | 6  | 7  | 9   | 10  | 11 | 12 | 12 | 12 | 12 |
| Deportivo Santaní   | 7  | 11 | 13 | 14 | 15 | 14 | 13 | 11 | 13 | 11 | 13 | 12 | 13 | 11 | 11 | 12 | 12 | 12 | 12 | 13 | 12 | 11 | 12 | 12* | 9*  | 6  | 6  | 7  | 6  | 7  |
| Fernando de la Mora | 5  | 7  | 5  | 4  | 6  | 4  | 6  | 8  | 6  | 8  | 8  | 6  | 7  | 7  | 6  | 7  | 7  | 8  | 8  | 10 | 11 | 10 | 11 | 11  | 12  | 13 | 13 | 13 | 13 | 13 |
| Guaireña            | 8  | 12 | 7  | 10 | 13 | 12 | 12 | 9  | 12 | 9  | 9  | 9  | 9  | 12 | 12 | 11 | 8  | 7  | 7  | 8  | 6  | 9  | 6  | 7   | 8   | 10 | 10 | 11 | 9  | 9  |
| Encarnación FC      | 3  | 3  | 10 | 6  | 3  | 2  | 5  | 6  | 5  | 6  | 4  | 4  | 6  | 8  | 8  | 6  | 6  | 4  | 4  | 4  | 4  | 4  | 4  | 4   | 4   | 4  | 4  | 4  | 5  | 6  |
| Atlético Colegiales | 13 | 16 | 16 | 16 | 16 | 16 | 16 | 16 | 16 | 16 | 16 | 16 | 16 | 16 | 16 | 16 | 16 | 16 | 16 | 16 | 16 | 16 | 16 | 16* | 16  | 16 | 16 | 16 | 16 | 16 |
| Sportivo Carapeguá  | 15 | 8  | 4  | 5  | 4  | 3  | 2  | 2  | 2  | 2  | 2  | 2  | 2  | 2  | 2  | 4  | 4  | 3  | 3  | 3  | 3  | 3  | 3  | 3   | 3   | 3  | 3  | 3  | 3  | 3  |
| Independiente       | 9  | 13 | 9  | 12 | 14 | 15 | 9  | 7  | 9  | 7  | 6  | 8  | 8  | 6  | 7  | 8  | 10 | 10 | 11 | 12 | 13 | 13 | 13 | 13  | 13  | 12 | 11 | 9  | 10 | 11 |
| Rubio Ñu            | 14 | 15 | 15 | 15 | 12 | 13 | 14 | 14 | 14 | 14 | 11 | 11 | 11 | 10 | 10 | 9  | 11 | 11 | 13 | 11 | 10 | 8  | 9  | 8   | 7   | 9  | 7  | 6  | 8  | 8  |
| Atlético Tembetary  | 16 | 9  | 3  | 2  | 5  | 7  | 3  | 3  | 3  | 3  | 3  | 3  | 3  | 4  | 3  | 2  | 2  | 2  | 2  | 2  | 2  | 2  | 2  | 2   | 2   | 2  | 2  | 2  | 2  | 2  |
| Pastoreo FC         | 10 | 6  | 11 | 8  | 8  | 9  | 11 | 13 | 11 | 13 | 12 | 13 | 14 | 14 | 14 | 15 | 14 | 14 | 14 | 15 | 15 | 15 | 15 | 15  | 15  | 15 | 15 | 15 | 15 | 15 |
| Deportivo Recoleta  | 4  | 1  | 1  | 1  | 1  | 1  | 1  | 1  | 1  | 1  | 1  | 1  | 1  | 1  | 1  | 1  | 1  | 1  | 1  | 1  | 1  | 1  | 1  | 1   | 1   | 1  | 1  | 1  | 1  | 1  |
| San Lorenzo         | 6  | 4  | 2  | 3  | 2  | 5  | 4  | 4  | 4  | 4  | 7  | 7  | 5  | 3  | 4  | 3  | 3  | 5  | 5  | 5  | 5  | 5  | 5  | 5   | 5   | 5  | 5  | 5  | 4  | 4  |
| 12 de Junio         | 2  | 10 | 12 | 13 | 7  | 6  | 10 | 12 | 10 | 12 | 14 | 14 | 12 | 13 | 13 | 13 | 13 | 13 | 10 | 9  | 7  | 7  | 8  | 6   | 6   | 7  | 9  | 10 | 11 | 10 |

Notas:
* Indica la posición del equipo con un partido pendiente.
| C y SC | Ascienden a Primera División de Paraguay |

## Fixture
- Los horarios son correspondientes a la hora local de verano (UTC-3) y horario estándar (UTC-4), Asunción, Paraguay.

### Primera vuelta
| Fecha 1             | Fecha 1   | Fecha 1            | Fecha 1                   | Fecha 1    | Fecha 1 |
| Local               | Resultado | Visitante          | Estadio                   | Día        | Hora    |
| ------------------- | --------- | ------------------ | ------------------------- | ---------- | ------- |
| San Lorenzo         | 2 – 1     | Martín Ledesma     | Gunther Vogel             | 5 de abril | 17:15   |
| Deportivo Santaní   | 1 – 0     | Atlético Tembetary | Juan José Vázquez         | 5 de abril | 19:30   |
| Fernando de la Mora | 2 – 1     | 3 de Febrero       | Emiliano Ghezzi           | 6 de abril | 10:00   |
| Atlético Colegiales | 1 – 2     | Encarnación        | Profesor Luciano Zacarías | 6 de abril | 10:00   |
| Rubio Ñu            | 1 – 2     | 12 de Junio        | La Arboleda               | 7 de abril | 10:00   |
| Sportivo Carapeguá  | 1 – 2     | Deportivo Recoleta | Municipal de Carapeguá    | 7 de abril | 10:00   |
| Independiente CG    | 2 – 2     | Guaireña           | Ricardo Gregor            | 8 de abril | 17:15   |
| Resistencia         | 3 – 2     | Pastoreo           | Tomás Beggan Correa       | 8 de abril | 19:30   |

| Fecha 2            | Fecha 2   | Fecha 2             | Fecha 2                                             | Fecha 2     | Fecha 2 |
| Local              | Resultado | Visitante           | Estadio                                             | Día         | Hora    |
| ------------------ | --------- | ------------------- | --------------------------------------------------- | ----------- | ------- |
| Encarnación        | 0 – 0     | 3 de Febrero        | Villa Alegre                                        | 12 de abril | 17:15   |
| Guaireña           | 0 – 0     | San Lorenzo         | Parque del Guairá                                   | 12 de abril | 19:30   |
| Sportivo Carapeguá | 1 – 0     | Fernando de la Mora | Municipal de Carapeguá                              | 13 de abril | 9:00    |
| Martín Ledesma     | 2 – 0     | Atlético Colegiales | Enrique Soler                                       | 13 de abril | 9:00    |
| 12 de Junio        | 1 – 3     | Resistencia         | Facundo de León Fossati                             | 14 de abril | 9:00    |
| Pastoreo           | 2 – 1     | Independiente CG    | Bosque Grande                                       | 14 de abril | 9:00    |
| Deportivo Recoleta | 6 – 0     | Deportivo Santaní   | Centro de Alto Rendimiento de Divisiones Formativas | 15 de abril | 15:45   |
| Atlético Tembetary | 1 – 0     | Rubio Ñu            | Luis Alfonso Giagni                                 | 15 de abril | 18:15   |

| Fecha 3             | Fecha 3   | Fecha 3            | Fecha 3                   | Fecha 3     | Fecha 3 |
| Local               | Resultado | Visitante          | Estadio                   | Día         | Hora    |
| ------------------- | --------- | ------------------ | ------------------------- | ----------- | ------- |
| Rubio Ñu            | 2 – 2     | Deportivo Recoleta | La Arboleda               | 19 de abril | 17:15   |
| 3 de Febrero        | 1 – 1     | Martín Ledesma     | Antonio Aranda            | 19 de abril | 19:30   |
| Resistencia         | 0 – 2     | Atlético Tembetary | Tomás Beggan Correa       | 20 de abril | 9:30    |
| Atlético Colegiales | 0 – 1     | Guaireña           | Profesor Luciano Zacarías | 20 de abril | 9:30    |
| Fernando de la Mora | 1 – 0     | Encarnación        | Emiliano Ghezzi           | 21 de abril | 9:30    |
| Independiente CG    | 1 – 0     | 12 de Junio        | Ricardo Gregor            | 21 de abril | 9:30    |
| San Lorenzo         | 3 – 1     | Pastoreo           | Gunther Vogel             | 22 de abril | 17:15   |
| Deportivo Santaní   | 0 – 1     | Sportivo Carapeguá | Juan José Vázquez         | 22 de abril | 19:30   |

| Fecha 4            | Fecha 4   | Fecha 4             | Fecha 4                                             | Fecha 4     | Fecha 4 |
| Local              | Resultado | Visitante           | Estadio                                             | Día         | Hora    |
| ------------------ | --------- | ------------------- | --------------------------------------------------- | ----------- | ------- |
| Sportivo Carapeguá | 1 – 1     | Rubio Ñu            | Municipal de Carapeguá                              | 26 de abril | 10:00   |
| Deportivo Santaní  | 2 – 2     | Fernando de la Mora | Juan José Vázquez                                   | 26 de abril | 17:15   |
| 12 de Junio        | 1 – 1     | San Lorenzo         | Facundo de León Fossati                             | 27 de abril | 10:00   |
| Pastoreo           | 1 – 0     | Atlético Colegiales | Bosque Grande                                       | 27 de abril | 10:00   |
| Martín Ledesma     | 1 – 2     | Encarnación         | Enrique Soler                                       | 28 de abril | 10:00   |
| Deportivo Recoleta | 2 – 0     | Resistencia         | Centro de Alto Rendimiento de Divisiones Formativas | 28 de abril | 10:00   |
| Guaireña           | 1 – 2     | 3 de Febrero        | Parque del Guairá                                   | 29 de abril | 17:15   |
| Atlético Tembetary | 2 – 1     | Independiente CG    | Luis Alfonso Giagni                                 | 29 de abril | 19:30   |

| Fecha 5             | Fecha 5   | Fecha 5            | Fecha 5                   | Fecha 5   | Fecha 5 |
| Local               | Resultado | Visitante          | Estadio                   | Día       | Hora    |
| ------------------- | --------- | ------------------ | ------------------------- | --------- | ------- |
| San Lorenzo         | 1 – 0     | Atlético Tembetary | Gunther Vogel             | 3 de mayo | 17:15   |
| 3 de Febrero        | 1 – 1     | Pastoreo           | Antonio Aranda            | 3 de mayo | 19:30   |
| Rubio Ñu            | 2 – 1     | Deportivo Santaní  | La Arboleda               | 4 de mayo | 10:00   |
| Fernando de la Mora | 1 – 1     | Martín Ledesma     | Emiliano Ghezzi           | 4 de mayo | 10:00   |
| Atlético Colegiales | 2 – 3     | 12 de Junio        | Profesor Luciano Zacarías | 5 de mayo | 10:00   |
| Independiente CG    | 0 – 1     | Deportivo Recoleta | Ricardo Gregor            | 5 de mayo | 10:00   |
| Resistencia         | 1 – 2     | Sportivo Carapeguá | Tomás Beggan Correa       | 6 de mayo | 17:15   |
| Encarnación         | 2 – 1     | Guaireña           | Villa Alegre              | 6 de mayo | 19:30   |

| Fecha 6            | Fecha 6   | Fecha 6             | Fecha 6                                             | Fecha 6    | Fecha 6 |
| Local              | Resultado | Visitante           | Estadio                                             | Día        | Hora    |
| ------------------ | --------- | ------------------- | --------------------------------------------------- | ---------- | ------- |
| Guaireña           | 1 – 1     | Martín Ledesma      | Parque del Guairá                                   | 10 de mayo | 17:15   |
| Rubio Ñu           | 0 – 3     | Fernando de la Mora | La Arboleda                                         | 10 de mayo | 19:30   |
| Deportivo Recoleta | 4 – 2     | San Lorenzo         | Centro de Alto Rendimiento de Divisiones Formativas | 11 de mayo | 10:00   |
| Pastoreo           | 1 – 3     | Encarnación         | Bosque Grande                                       | 11 de mayo | 10:00   |
| Sportivo Carapeguá | 1 – 0     | Independiente CG    | Municipal de Carapeguá                              | 12 de mayo | 10:00   |
| 12 de Junio        | 2 – 0     | 3 de Febrero        | Facundo de León Fossati                             | 12 de mayo | 10:00   |
| Atlético Tembetary | 0 – 2     | Atlético Colegiales | Luis Alfonso Giagni                                 | 13 de mayo | 10:00   |
| Deportivo Santaní  | 1 – 1     | Resistencia         | Juan José Vázquez                                   | 13 de mayo | 17:15   |

| Fecha 7             | Fecha 7   | Fecha 7            | Fecha 7             | Fecha 7    | Fecha 7 |
| Local               | Resultado | Visitante          | Estadio             | Día        | Hora    |
| ------------------- | --------- | ------------------ | ------------------- | ---------- | ------- |
| Atlético Colegiales | 2 – 4     | Deportivo Recoleta | Gunther Vogel       | 17 de mayo | 14:30   |
| Encarnación         | 2 – 0     | 12 de Junio        | Villa Alegre        | 17 de mayo | 19:30   |
| Fernando de la Mora | 1 – 2     | Guaireña           | Emiliano Ghezzi     | 18 de mayo | 10:00   |
| 3 de Febrero        | 0 – 2     | Atlético Tembetary | Antonio Aranda      | 18 de mayo | 10:00   |
| Martín Ledesma      | 1 – 0     | Pastoreo           | Enrique Soler       | 19 de mayo | 10:00   |
| San Lorenzo         | 1 – 0     | Sportivo Carapeguá | Gunther Vogel       | 19 de mayo | 10:00   |
| Resistencia         | 2 – 1     | Rubio Ñu           | Tomás Beggan Correa | 20 de mayo | 17:00   |
| Independiente CG    | 1 – 0     | Deportivo Santaní  | Ricardo Gregor      | 20 de mayo | 19:30   |

| Fecha 8            | Fecha 8   | Fecha 8             | Fecha 8                                             | Fecha 8    | Fecha 8 |
| Local              | Resultado | Visitante           | Estadio                                             | Día        | Hora    |
| ------------------ | --------- | ------------------- | --------------------------------------------------- | ---------- | ------- |
| Deportivo Recoleta | 1 – 0     | 3 de Febrero        | Centro de Alto Rendimiento de Divisiones Formativas | 21 de mayo | 14:30   |
| Atlético Tembetary | 2 – 1     | Encarnación         | Luis Alfonso Giagni                                 | 21 de mayo | 14:30   |
| 12 de Junio        | 0 – 1     | Martín Ledesma      | Facundo de León Fossati                             | 22 de mayo | 14:30   |
| Sportivo Carapeguá | 4 – 3     | Atlético Colegiales | Municipal de Carapeguá                              | 22 de mayo | 14:30   |
| Pastoreo           | 1 – 0     | Guaireña            | Bosque Grande                                       | 23 de mayo | 14:30   |
| Deportivo Santaní  | 1 – 0     | San Lorenzo         | Juan José Vázquez                                   | 23 de mayo | 19:30   |
| Resistencia        | 2 – 0     | Fernando de la Mora | Tomás Beggan Correa                                 | 24 de mayo | 17:15   |
| Rubio Ñu           | 0 – 0     | Independiente CG    | La Arboleda                                         | 24 de mayo | 19:30   |

| Fecha 9             | Fecha 9   | Fecha 9            | Fecha 9                    | Fecha 9    | Fecha 9 |
| Local               | Resultado | Visitante          | Estadio                    | Día        | Hora    |
| ------------------- | --------- | ------------------ | -------------------------- | ---------- | ------- |
| 3 de Febrero        | 0 – 3     | Sportivo Carapeguá | Complejo María Auxiliadora | 25 de mayo | 10:00   |
| Encarnación         | 0 – 1     | Deportivo Recoleta | Villa Alegre               | 25 de mayo | 10:00   |
| Martín Ledesma      | 0 – 4     | Atlético Tembetary | Enrique Soler              | 26 de mayo | 10:00   |
| Guaireña            | 1 – 0     | 12 de Junio        | Parque del Guairá          | 26 de mayo | 10:00   |
| Fernando de la Mora | 1 – 0     | Pastoreo           | Emiliano Ghezzi            | 27 de mayo | 14:30   |
| Independiente CG    | 2 – 1     | Resistencia        | Ricardo Gregor             | 27 de mayo | 17:00   |
| Atlético Colegiales | 1 – 1     | Deportivo Santaní  | Profesor Luciano Zacarías  | 28 de mayo | 14:30   |
| San Lorenzo         | 3 – 2     | Rubio Ñu           | Gunther Vogel              | 28 de mayo | 19:30   |

| Fecha 10           | Fecha 10  | Fecha 10            | Fecha 10                                            | Fecha 10   | Fecha 10 |
| Local              | Resultado | Visitante           | Estadio                                             | Día        | Hora     |
| ------------------ | --------- | ------------------- | --------------------------------------------------- | ---------- | -------- |
| Independiente CG   | 2 - 0     | Fernando de la Mora | Ricardo Gregor                                      | 31 de mayo | 17:15    |
| Deportivo Santaní  | 1 – 0     | 3 de Febrero        | Juan José Vázquez                                   | 31 de mayo | 19:30    |
| Sportivo Carapeguá | 4 – 1     | Encarnación         | Municipal de Carapeguá                              | 1 de junio | 10:00    |
| Atlético Tembetary | 0 – 2     | Guaireña            | Luis Alfonso Giagni                                 | 1 de junio | 10:00    |
| Deportivo Recoleta | 4 – 0     | Martín Ledesma      | Centro de Alto Rendimiento de Divisiones Formativas | 2 de junio | 10:00    |
| 12 de Junio        | 2 – 2     | Pastoreo            | Facundo de León Fossati                             | 2 de junio | 10:00    |
| Resistencia        | 1 – 0     | San Lorenzo         | Tomás Beggan Correa                                 | 3 de junio | 17:00    |
| Rubio Ñu           | 3 – 2     | Atlético Colegiales | La Arboleda                                         | 3 de junio | 19:30    |

| Fecha 11            | Fecha 11  | Fecha 11           | Fecha 11          | Fecha 11    | Fecha 11 |
| Local               | Resultado | Visitante          | Estadio           | Día         | Hora     |
| ------------------- | --------- | ------------------ | ----------------- | ----------- | -------- |
| 3 de Febrero        | 1 – 2     | Rubio Ñu           | Antonio Aranda    | 7 de junio  | 16:00    |
| Encarnación         | 3 – 2     | Deportivo Santaní  | Villa Alegre      | 7 de junio  | 18:30    |
| Fernando de la Mora | 2 – 0     | 12 de Junio        | Emiliano Ghezzi   | 8 de junio  | 10:00    |
| Atlético Colegiales | 0 – 1     | Resistencia        | Enrique Soler     | 8 de junio  | 10:00    |
| Martín Ledesma      | 0 – 0     | Sportivo Carapeguá | Enrique Soler     | 9 de junio  | 10:00    |
| Pastoreo            | 1 – 1     | Atlético Tembetary | Bosque Grande     | 9 de junio  | 10:00    |
| San Lorenzo         | 1 – 2     | Independiente CG   | Gunther Vogel     | 10 de junio | 17:00    |
| Guaireña            | 2 – 1     | Deportivo Recoleta | Parque del Guairá | 10 de junio | 18:30    |

| Fecha 12           | Fecha 12  | Fecha 12            | Fecha 12                                            | Fecha 12    | Fecha 12 |
| Local              | Resultado | Visitante           | Estadio                                             | Día         | Hora     |
| ------------------ | --------- | ------------------- | --------------------------------------------------- | ----------- | -------- |
| Resistencia        | 0 – 0     | 3 de Febrero        | Tomás Beggan Correa                                 | 14 de junio | 17:00    |
| Atlético Tembetary | 1 – 0     | 12 de Junio         | Luis Alfonso Giagni                                 | 14 de junio | 19:30    |
| Sportivo Carapeguá | 0 – 0     | Guaireña            | Municipal de Carapeguá                              | 15 de junio | 10:00    |
| Deportivo Recoleta | 3 – 0     | Pastoreo            | Centro de Alto Rendimiento de Divisiones Formativas | 15 de junio | 10:00    |
| San Lorenzo        | 2 – 2     | Fernando de la Mora | Gunther Vogel                                       | 16 de junio | 10:00    |
| Deportivo Santaní  | 1 – 1     | Martín Ledesma      | Juan José Vázquez                                   | 16 de junio | 10:00    |
| Independiente CG   | 1 – 1     | Atlético Colegiales | Ricardo Gregor                                      | 17 de junio | 17:00    |
| Rubio Ñu           | 1 – 1     | Encarnación         | La Arboleda                                         | 17 de junio | 19:30    |

| Fecha 13            | Fecha 13  | Fecha 13           | Fecha 13                  | Fecha 13    | Fecha 13 |
| Local               | Resultado | Visitante          | Estadio                   | Día         | Hora     |
| ------------------- | --------- | ------------------ | ------------------------- | ----------- | -------- |
| Martín Ledesma      | 4 – 4     | Rubio Ñu           | Enrique Soler             | 21 de junio | 14:30    |
| Guaireña            | 1 – 1     | Deportivo Santaní  | Parque del Guairá         | 21 de junio | 17:00    |
| 12 de Junio         | 2 – 1     | Deportivo Recoleta | Facundo de León Fossati   | 22 de junio | 10:00    |
| Pastoreo            | 1 – 3     | Sportivo Carapeguá | Bosque Grande             | 22 de junio | 10:00    |
| Encarnación         | 0 – 1     | Resistencia        | Villa Alegre              | 23 de junio | 10:00    |
| Atlético Colegiales | 1 – 3     | San Lorenzo        | Profesor Luciano Zacarías | 23 de junio | 10:00    |
| Fernando de la Mora | 1 – 1     | Atlético Tembetary | Emiliano Ghezzi           | 25 de junio | 14:30    |
| 3 de Febrero        | 1 – 1     | Independiente CG   | Antonio Aranda            | 25 de junio | 14:30    |

| Fecha 14            | Fecha 14  | Fecha 14            | Fecha 14                                            | Fecha 14    | Fecha 14 |
| Local               | Resultado | Visitante           | Estadio                                             | Día         | Hora     |
| ------------------- | --------- | ------------------- | --------------------------------------------------- | ----------- | -------- |
| Resistencia         | 1 – 2     | Martín Ledesma      | Tomás Beggan Correa                                 | 27 de junio | 15:00    |
| Rubio Ñu            | 1 – 0     | Guaireña            | La Arboleda                                         | 27 de junio | 17:15    |
| Deportivo Santaní   | 3 – 1     | Pastoreo            | Juan José Vázquez                                   | 29 de junio | 10:00    |
| Deportivo Recoleta  | 1 – 1     | Atlético Tembetary  | Centro de Alto Rendimiento de Divisiones Formativas | 29 de junio | 10:00    |
| San Lorenzo         | 1 – 0     | 3 de Febrero        | Gunther Vogel                                       | 30 de junio | 10:00    |
| Sportivo Carapeguá  | 1 – 1     | 12 de Junio         | Municipal de Carapeguá                              | 30 de junio | 10:00    |
| Atlético Colegiales | 1 – 1     | Fernando de la Mora | Profesor Luciano Zacarías                           | 1 de julio  | 14:30    |
| Independiente CG    | 3 – 1     | Encarnación         | Ricardo Gregor                                      | 1 de julio  | 16:45    |

| Fecha 15            | Fecha 15  | Fecha 15            | Fecha 15                     | Fecha 15   | Fecha 15 |
| Local               | Resultado | Visitante           | Estadio                      | Día        | Hora     |
| ------------------- | --------- | ------------------- | ---------------------------- | ---------- | -------- |
| Guaireña            | 0 – 0     | Resistencia         | Parque del Guairá            | 5 de julio | 15:00    |
| Atlético Tembetary  | 2 – 1     | Sportivo Carapeguá  | Luis Alfonso Giagni          | 5 de julio | 17:30    |
| 12 de Junio         | 0 – 1     | Deportivo Santaní   | Isidro Roussillón Pascottini | 6 de julio | 10:00    |
| Pastoreo            | 0 – 1     | Rubio Ñu            | Bosque Grande                | 6 de julio | 10:00    |
| Fernando de la Mora | 2 – 1     | Deportivo Recoleta  | Emiliano Ghezzi              | 7 de julio | 10:00    |
| Martín Ledesma      | 2 – 0     | Independiente CG    | Enrique Soler                | 7 de julio | 10:00    |
| 3 de Febrero        | 1 – 0     | Atlético Colegiales | Antonio Aranda               | 8 de julio | 15:00    |
| Encarnación         | 0 – 0     | San Lorenzo         | Villa Alegre                 | 8 de julio | 17:30    |

### Segunda vuelta
| Fecha 16           | Fecha 16  | Fecha 16            | Fecha 16                                            | Fecha 16    | Fecha 16 |
| Local              | Resultado | Visitante           | Estadio                                             | Día         | Hora     |
| ------------------ | --------- | ------------------- | --------------------------------------------------- | ----------- | -------- |
| Pastoreo           | 0 – 1     | Resistencia         | Bosque Grande                                       | 12 de julio | 14:30    |
| Encarnación        | 5 – 1     | Atlético Colegiales | Villa Alegre                                        | 12 de julio | 19:30    |
| Guaireña           | 2 – 1     | Independiente CG    | Parque del Guairá                                   | 13 de julio | 10:00    |
| Deportivo Recoleta | 2 – 0     | Sportivo Carapeguá  | Centro de Alto Rendimiento de Divisiones Formativas | 13 de julio | 10:00    |
| Martín Ledesma     | 0 – 1     | San Lorenzo         | Enrique Soler                                       | 14 de julio | 10:00    |
| 12 de Junio        | 0 – 0     | Rubio Ñu            | Isidro Roussillón Pascottini                        | 14 de julio | 10:00    |
| Atlético Tembetary | 3 – 2     | Deportivo Santaní   | Luis Alfonso Giagni                                 | 15 de julio | 14:30    |
| 3 de Febrero       | 2 – 1     | Fernando de la Mora | Antonio Aranda                                      | 15 de julio | 17:00    |

| Fecha 17            | Fecha 17  | Fecha 17           | Fecha 17                   | Fecha 17    | Fecha 17 |
| Local               | Resultado | Visitante          | Estadio                    | Día         | Hora     |
| ------------------- | --------- | ------------------ | -------------------------- | ----------- | -------- |
| 3 de Febrero        | 1 – 2     | Encarnación        | Complejo María Auxiliadora | 19 de julio | 14:00    |
| San Lorenzo         | 0 – 0     | Guaireña           | Gunther Vogel              | 19 de julio | 19:30    |
| Resistencia         | 0 – 4     | 12 de Junio        | Tomás Beggan Correa        | 20 de julio | 10:00    |
| Atlético Colegiales | 1 – 1     | Martín Ledesma     | Profesor Luciano Zacarías  | 20 de julio | 10:00    |
| Fernando de la Mora | 0 – 0     | Sportivo Carapeguá | Emiliano Ghezzi            | 21 de julio | 10:00    |
| Deportivo Santaní   | 0 – 0     | Deportivo Recoleta | Juan José Vázquez          | 21 de julio | 10:00    |
| Rubio Ñu            | 0 – 2     | Atlético Tembetary | La Arboleda                | 22 de julio | 17:00    |
| Independiente CG    | 0 – 2     | Pastoreo           | Ricardo Gregor             | 22 de julio | 19:30    |

| Fecha 18           | Fecha 18  | Fecha 18            | Fecha 18                                            | Fecha 18    | Fecha 18 |
| Local              | Resultado | Visitante           | Estadio                                             | Día         | Hora     |
| ------------------ | --------- | ------------------- | --------------------------------------------------- | ----------- | -------- |
| 12 de Junio        | 0 – 0     | Independiente CG    | Facundo de León Fossati                             | 26 de julio | 14:30    |
| Encarnación        | 4 – 1     | Fernando de la Mora | Villa Alegre                                        | 26 de julio | 17:00    |
| Martín Ledesma     | 0 – 0     | 3 de Febrero        | Enrique Soler                                       | 27 de julio | 10:00    |
| Pastoreo           | 0 – 0     | San Lorenzo         | Bosque Grande                                       | 27 de julio | 10:00    |
| Sportivo Carapeguá | 1 – 0     | Deportivo Santaní   | Municipal de Carapeguá                              | 28 de julio | 10:00    |
| Deportivo Recoleta | 2 – 0     | Rubio Ñu            | Centro de Alto Rendimiento de Divisiones Formativas | 28 de julio | 10:00    |
| Atlético Tembetary | 1 – 0     | Resistencia         | Luis Alfonso Giagni                                 | 29 de julio | 17:00    |
| Guaireña           | 3 – 0     | Atlético Colegiales | Parque del Guairá                                   | 29 de julio | 19:30    |

| Fecha 19            | Fecha 19  | Fecha 19           | Fecha 19                  | Fecha 19    | Fecha 19 |
| Local               | Resultado | Visitante          | Estadio                   | Día         | Hora     |
| ------------------- | --------- | ------------------ | ------------------------- | ----------- | -------- |
| San Lorenzo         | 0 – 1     | 12 de Junio        | Gunther Vogel             | 2 de agosto | 16:15    |
| Resistencia         | 1 – 3     | Deportivo Recoleta | Tomás Beggan Correa       | 2 de agosto | 18:30    |
| Fernando de la Mora | 0 – 0     | Deportivo Santaní  | Emiliano Ghezzi           | 3 de agosto | 10:00    |
| Atlético Colegiales | 1 – 4     | Pastoreo           | Profesor Luciano Zacarías | 3 de agosto | 10:00    |
| Independiente CG    | 2 – 5     | Atlético Tembetary | Ricardo Gregor            | 4 de agosto | 10:00    |
| 3 de Febrero        | 0 – 0     | Guaireña           | Antonio Aranda            | 4 de agosto | 10:00    |
| Rubio Ñu            | 0 – 1     | Sportivo Carapeguá | La Arboleda               | 5 de agosto | 16:15    |
| Encarnación         | 0 – 0     | Martín Ledesma     | Villa Alegre              | 5 de agosto | 18:30    |

| Fecha 20           | Fecha 20  | Fecha 20            | Fecha 20                                            | Fecha 20     | Fecha 20 |
| Local              | Resultado | Visitante           | Estadio                                             | Día          | Hora     |
| ------------------ | --------- | ------------------- | --------------------------------------------------- | ------------ | -------- |
| Atlético Tembetary | 2 – 1     | San Lorenzo         | Luis Alfonso Giagni                                 | 9 de agosto  | 16:15    |
| Guaireña           | 2 – 3     | Encarnación         | Parque del Guairá                                   | 9 de agosto  | 18:30    |
| Martín Ledesma     | 1 – 0     | Fernando de la Mora | Enrique Soler                                       | 10 de agosto | 10:00    |
| Deportivo Santaní  | 0 – 1     | Rubio Ñu            | La Catedral                                         | 10 de agosto | 10:00    |
| Pastoreo           | 0 – 2     | 3 de Febrero        | Bosque Grande                                       | 11 de agosto | 10:00    |
| Deportivo Recoleta | 3 – 0     | Independiente CG    | Centro de Alto Rendimiento de Divisiones Formativas | 11 de agosto | 10:00    |
| Sportivo Carapeguá | 2 – 1     | Resistencia         | Municipal de Carapeguá                              | 12 de agosto | 14:00    |
| 12 de Junio        | 4 – 1     | Atlético Colegiales | Facundo de León Fossati                             | 12 de agosto | 18:30    |

| Fecha 21            | Fecha 21  | Fecha 21           | Fecha 21                  | Fecha 21     | Fecha 21 |
| Local               | Resultado | Visitante          | Estadio                   | Día          | Hora     |
| ------------------- | --------- | ------------------ | ------------------------- | ------------ | -------- |
| Resistencia         | 1 – 3     | Deportivo Santaní  | Tomás Beggan Correa       | 16 de agosto | 16:15    |
| San Lorenzo         | 0 – 0     | Deportivo Recoleta | Gunther Vogel             | 16 de agosto | 18:30    |
| Fernando de la Mora | 0 – 1     | Rubio Ñu           | Emiliano Ghezzi           | 17 de agosto | 10:00    |
| Atlético Colegiales | 0 – 1     | Atlético Tembetary | Profesor Luciano Zacarías | 17 de agosto | 10:00    |
| 3 de Febrero        | 1 – 1     | 12 de Junio        | Antonio Aranda            | 18 de agosto | 10:00    |
| Martín Ledesma      | 0 – 2     | Guaireña           | Enrique Soler             | 18 de agosto | 10:00    |
| Independiente CG    | 0 – 1     | Sportivo Carapeguá | Ricardo Gregor            | 19 de agosto | 16:15    |
| Encarnación         | 2 – 0     | Pastoreo           | Villa Alegre              | 19 de agosto | 18:30    |

| Fecha 22           | Fecha 22  | Fecha 22            | Fecha 22                                            | Fecha 22     | Fecha 22 |
| Local              | Resultado | Visitante           | Estadio                                             | Día          | Hora     |
| ------------------ | --------- | ------------------- | --------------------------------------------------- | ------------ | -------- |
| Pastoreo           | 0 – 1     | Martín Ledesma      | Bosque Grande                                       | 22 de agosto | 14:30    |
| Guaireña           | 0 – 1     | Fernando de la Mora | Parque del Guairá                                   | 22 de agosto | 17:00    |
| Atlético Tembetary | 2 – 0     | 3 de Febrero        | Luis Alfonso Giagni                                 | 23 de agosto | 10:00    |
| Rubio Ñu           | 3 – 1     | Resistencia         | La Arboleda                                         | 23 de agosto | 17:00    |
| Sportivo Carapeguá | 4 – 0     | San Lorenzo         | Municipal de Carapeguá                              | 24 de agosto | 10:00    |
| Deportivo Recoleta | 4 – 2     | Atlético Colegiales | Centro de Alto Rendimiento de Divisiones Formativas | 24 de agosto | 10:00    |
| 12 de Junio        | 2 – 1     | Encarnación         | Facundo de León Fossati                             | 25 de agosto | 10:00    |
| Deportivo Santaní  | 1 – 0     | Independiente CG    | Juan José Vázquez                                   | 25 de agosto | 10:00    |

| Fecha 23            | Fecha 23  | Fecha 23           | Fecha 23                  | Fecha 23     | Fecha 23 |
| Local               | Resultado | Visitante          | Estadio                   | Día          | Hora     |
| ------------------- | --------- | ------------------ | ------------------------- | ------------ | -------- |
| Atlético Colegiales | 4 – 1     | Sportivo Carapeguá | Profesor Luciano Zacarías | 27 de agosto | 14:30    |
| Guaireña            | 2 – 1     | Pastoreo           | Parque del Guairá         | 27 de agosto | 17:00    |
| Martín Ledesma      | 1 – 1     | 12 de Junio        | Enrique Soler             | 28 de agosto | 10:00    |
| Encarnación         | 2 – 1     | Atlético Tembetary | Villa Alegre              | 28 de agosto | 14:30    |
| 3 de Febrero        | 1 – 1     | Deportivo Recoleta | Antonio Aranda            | 28 de agosto | 17:00    |
| Fernando de la Mora | 0 – 1     | Resistencia        | Emiliano Ghezzi           | 29 de agosto | 10:00    |
| San Lorenzo         | 3 – 2     | Deportivo Santaní  | Gunther Vogel             | 29 de agosto | 14:30    |
| Independiente CG    | 1 – 1     | Rubio Ñu           | Ricardo Gregor            | 29 de agosto | 17:00    |

| Fecha 24           | Fecha 24  | Fecha 24            | Fecha 24                                            | Fecha 24         | Fecha 24 |
| Local              | Resultado | Visitante           | Estadio                                             | Día              | Hora     |
| ------------------ | --------- | ------------------- | --------------------------------------------------- | ---------------- | -------- |
| 12 de Junio        | 2 – 0     | Guaireña            | Facundo de León Fossati                             | 31 de agosto     | 10:00    |
| Deportivo Recoleta | 2 – 1     | Encarnación         | Centro de Alto Rendimiento de Divisiones Formativas | 31 de agosto     | 10:00    |
| Pastoreo           | 2 – 2     | Fernando de la Mora | Bosque Grande                                       | 1 de septiembre  | 10:00    |
| Atlético Tembetary | 2 – 1     | Martín Ledesma      | Luis Alfonso Giagni                                 | 1 de septiembre  | 10:00    |
| Sportivo Carapeguá | 2 – 3     | 3 de Febrero        | Municipal de Carapeguá                              | 2 de septiembre  | 14:30    |
| Rubio Ñu           | 0 – 1     | San Lorenzo         | La Arboleda                                         | 2 de septiembre  | 17:00    |
| Resistencia        | 1 – 1     | Independiente CG    | Tomás Beggan Correa                                 | 3 de septiembre  | 17:00    |
| Deportivo Santaní  | 2 – 0     | Atlético Colegiales | Juan José Vázquez                                   | 11 de septiembre | 14:30    |

| Fecha 25            | Fecha 25  | Fecha 25           | Fecha 25                   | Fecha 25         | Fecha 25 |
| Local               | Resultado | Visitante          | Estadio                    | Día              | Hora     |
| ------------------- | --------- | ------------------ | -------------------------- | ---------------- | -------- |
| Fernando de la Mora | 0 – 2     | Independiente CG   | Emiliano Ghezzi            | 6 de septiembre  | 14:30    |
| Encarnación         | 0 – 0     | Sportivo Carapeguá | Villa Alegre               | 6 de septiembre  | 17:00    |
| Pastoreo            | 3 – 1     | 12 de Junio        | Bosque Grande              | 7 de septiembre  | 10:00    |
| Atlético Colegiales | 0 – 1     | Rubio Ñu           | Profesor Luciano Zacarías  | 8 de septiembre  | 10:00    |
| Martín Ledesma      | 0 – 0     | Deportivo Recoleta | Enrique Soler              | 8 de septiembre  | 10:00    |
| Guaireña            | 0 – 0     | Atlético Tembetary | Parque del Guairá          | 9 de septiembre  | 17:00    |
| San Lorenzo         | 1 – 1     | Resistencia        | Gunther Vogel              | 9 de septiembre  | 19:15    |
| 3 de Febrero        | 0 – 3     | Deportivo Santaní  | Complejo María Auxiliadora | 18 de septiembre | 14:30    |

| Fecha 26           | Fecha 26  | Fecha 26            | Fecha 26                                            | Fecha 26         | Fecha 26 |
| Local              | Resultado | Visitante           | Estadio                                             | Día              | Hora     |
| ------------------ | --------- | ------------------- | --------------------------------------------------- | ---------------- | -------- |
| Sportivo Carapeguá | 1 – 0     | Martín Ledesma      | Municipal de Carapeguá                              | 13 de septiembre | 14:30    |
| Rubio Ñu           | 0 – 0     | 3 de Febrero        | La Arboleda                                         | 13 de septiembre | 19:15    |
| Deportivo Recoleta | 1 – 0     | Guaireña            | Centro de Alto Rendimiento de Divisiones Formativas | 14 de septiembre | 10:00    |
| Resistencia        | 2 – 0     | Atlético Colegiales | Tomás Beggan Correa                                 | 14 de septiembre | 10:00    |
| Deportivo Santaní  | 1 – 0     | Encarnación         | Juan José Vázquez                                   | 15 de septiembre | 10:00    |
| Independiente CG   | 1 – 0     | San Lorenzo         | Ricardo Gregor                                      | 15 de septiembre | 10:00    |
| Atlético Tembetary | 2 – 0     | Pastoreo            | Luis Alfonso Giagni                                 | 16 de septiembre | 17:00    |
| 12 de Junio        | 1 – 1     | Fernando de la Mora | Facundo de León Fossati                             | 16 de septiembre | 19:15    |

| Fecha 27            | Fecha 27  | Fecha 27           | Fecha 27                  | Fecha 27         | Fecha 27 |
| Local               | Resultado | Visitante          | Estadio                   | Día              | Hora     |
| ------------------- | --------- | ------------------ | ------------------------- | ---------------- | -------- |
| Fernando de la Mora | 0 – 0     | San Lorenzo        | Emiliano Ghezzi           | 20 de septiembre | 14:30    |
| Atlético Colegiales | 0 – 3     | Independiente CG   | Profesor Luciano Zacarías | 20 de septiembre | 14:30    |
| 12 de Junio         | 1 – 3     | Atlético Tembetary | Facundo de León Fossati   | 21 de septiembre | 10:00    |
| Guaireña            | 1 – 1     | Sportivo Carapeguá | Parque del Guairá         | 21 de septiembre | 10:00    |
| Pastoreo            | 0 – 2     | Deportivo Recoleta | Bosque Grande             | 22 de septiembre | 10:00    |
| 3 de Febrero        | 0 – 0     | Resistencia        | Antonio Aranda            | 22 de septiembre | 10:00    |
| Martín Ledesma      | 0 – 0     | Deportivo Santaní  | Enrique Soler             | 23 de septiembre | 14:30    |
| Encarnación         | 0 – 0     | Rubio Ñu           | Villa Alegre              | 23 de septiembre | 17:00    |

| Fecha 28           | Fecha 28  | Fecha 28            | Fecha 28                                            | Fecha 28         | Fecha 28 |
| Local              | Resultado | Visitante           | Estadio                                             | Día              | Hora     |
| ------------------ | --------- | ------------------- | --------------------------------------------------- | ---------------- | -------- |
| Sportivo Carapeguá | 3 – 1     | Pastoreo            | Municipal de Carapeguá                              | 27 de septiembre | 14:30    |
| Resistencia        | 5 – 1     | Encarnación         | Tomás Beggan Correa                                 | 27 de septiembre | 17:00    |
| Deportivo Santaní  | 2 – 2     | Guaireña            | Juan José Vázquez                                   | 28 de septiembre | 10:00    |
| Rubio Ñu           | 3 – 1     | Martín Ledesma      | La Arboleda                                         | 28 de septiembre | 10:00    |
| Independiente CG   | 2 – 1     | 3 de Febrero        | Ricardo Gregor                                      | 28 de septiembre | 10:00    |
| Atlético Tembetary | 2 – 0     | Fernando de la Mora | Luis Alfonso Giagni                                 | 29 de septiembre | 10:00    |
| Deportivo Recoleta | 2 – 0     | 12 de Junio         | Centro de Alto Rendimiento de Divisiones Formativas | 29 de septiembre | 10:00    |
| San Lorenzo        | 3 – 0     | Atlético Colegiales | Gunther Vogel                                       | 30 de septiembre | 19:00    |

| Fecha 29            | Fecha 29  | Fecha 29            | Fecha 29                | Fecha 29     | Fecha 29 |
| Local               | Resultado | Visitante           | Estadio                 | Día          | Hora     |
| ------------------- | --------- | ------------------- | ----------------------- | ------------ | -------- |
| Atlético Tembetary  | 0 – 0     | Deportivo Recoleta  | Luis Alfonso Giagni     | 4 de octubre | 19:30    |
| 12 de Junio         | 1 – 2     | Sportivo Carapeguá  | Facundo de León Fossati | 5 de octubre | 10:00    |
| 3 de Febrero        | 2 – 3     | San Lorenzo         | Antonio Aranda          | 5 de octubre | 10:00    |
| Martín Ledesma      | 1 – 2     | Resistencia         | Enrique Soler           | 5 de octubre | 10:00    |
| Guaireña            | 2 – 0     | Rubio Ñu            | Parque del Guairá       | 5 de octubre | 10:00    |
| Fernando de la Mora | 5 – 0     | Atlético Colegiales | Emiliano Ghezzi         | 6 de octubre | 10:00    |
| Pastoreo            | 0 – 3     | Deportivo Santaní   | Bosque Grande           | 6 de octubre | 10:00    |
| Encarnación         | 2 – 2     | Independiente CG    | Villa Alegre            | 7 de octubre | 19:00    |

| Fecha 30               | Fecha 30  | Fecha 30            | Fecha 30                                            | Fecha 30      | Fecha 30 |
| Local                  | Resultado | Visitante           | Estadio                                             | Día           | Hora     |
| ---------------------- | --------- | ------------------- | --------------------------------------------------- | ------------- | -------- |
| Rubio Ñu               | 2 – 1     | Pastoreo            | La Arboleda                                         | 11 de octubre | 15:30    |
| Resistencia            | 1 – 0     | Guaireña            | Tomás Beggan Correa                                 | 11 de octubre | 17:30    |
| San Lorenzo            | 2 – 2     | Encarnación         | Gunther Vogel                                       | 11 de octubre | 19:30    |
| Independiente CG       | 1 – 3     | Martín Ledesma      | Ricardo Gregor                                      | 12 de octubre | 10:00    |
| Deportivo Santaní      | 0 – 2     | 12 de Junio         | Juan José Vázquez                                   | 12 de octubre | 10:00    |
| Deportivo Recoleta (C) | 1 – 1     | Fernando de la Mora | Centro de Alto Rendimiento de Divisiones Formativas | 13 de octubre | 10:00    |
| Sportivo Carapeguá     | 3 – 1     | Atlético Tembetary  | Municipal de Carapeguá                              | 13 de octubre | 10:00    |
| Atlético Colegiales    | 2 – 3     | 3 de Febrero        | Profesor Luciano Zacarías                           | 14 de octubre | 15:30    |

### Resultados
| Local \ Visitante   | 12J | 3FB | ENC | CAR | REC | TEM | FER | SAN | PAS | ICG | GRÑ | COL | RÑU | RES | GML | SSL |
| ------------------- | --- | --- | --- | --- | --- | --- | --- | --- | --- | --- | --- | --- | --- | --- | --- | --- |
| 12 de Junio         |     | 2–0 | 2–1 | 1–2 | 2–1 | 1–3 | 1–1 | 0–1 | 2–2 | 0–0 | 2–0 | 4–1 | 0–0 | 1–3 | 0–1 | 1–1 |
| 3 de Febrero        | 1–1 |     | 1–2 | 0–3 | 1–1 | 0–2 | 2–1 | 0–3 | 1–1 | 1–1 | 0–0 | 1–0 | 1–2 | 0–0 | 1–1 | 2–3 |
| Encarnación         | 2–0 | 0–0 |     | 0–0 | 0–1 | 2–1 | 4–1 | 3–2 | 2–0 | 2–2 | 2–1 | 5–1 | 0–0 | 0–1 | 0–0 | 0–0 |
| Sportivo Carapeguá  | 1–1 | 2–3 | 4–1 |     | 1–2 | 3–1 | 1–0 | 1–0 | 3–1 | 1–0 | 0–0 | 4–3 | 1–1 | 2–1 | 1–0 | 4–0 |
| Deportivo Recoleta  | 2–0 | 1–0 | 2–1 | 2–0 |     | 1–1 | 1–1 | 6–0 | 3–0 | 3–0 | 1–0 | 4–2 | 2–0 | 2–0 | 4–0 | 4–2 |
| Atlético Tembetary  | 1–0 | 2–0 | 2–1 | 2–1 | 0–0 |     | 2–0 | 3–2 | 2–0 | 2–1 | 0–2 | 0–2 | 1–0 | 1–0 | 2–1 | 2–1 |
| Fernando de la Mora | 2–0 | 2–1 | 1–0 | 0–0 | 2–1 | 1–1 |     | 0–0 | 1–0 | 0–2 | 1–2 | 5–0 | 0–1 | 0–1 | 1–1 | 0–0 |
| Deportivo Santaní   | 0–2 | 1–0 | 1–0 | 0–1 | 0–0 | 1–0 | 2–2 |     | 3–1 | 1–0 | 2–2 | 2–0 | 0–1 | 1–1 | 1–1 | 1–0 |
| Pastoreo            | 3–1 | 0–2 | 1–3 | 1–3 | 0–2 | 1–1 | 2–2 | 0–3 |     | 2–1 | 1–0 | 1–0 | 0–1 | 0–1 | 0–1 | 0–0 |
| Independiente (CG)  | 1–0 | 2–1 | 3–1 | 0–1 | 0–1 | 2–5 | 2–0 | 1–0 | 0–2 |     | 2–2 | 1–1 | 1–1 | 2–1 | 1–3 | 1–0 |
| Guaireña            | 1–0 | 1–2 | 2–3 | 1–1 | 2–1 | 0–0 | 0–1 | 1–1 | 2–1 | 2–1 |     | 3–0 | 2–0 | 0–0 | 1–1 | 0–0 |
| Atlético Colegiales | 2–3 | 2–3 | 1–2 | 4–1 | 2–4 | 0–1 | 1–1 | 1–1 | 1–4 | 0–3 | 0–1 |     | 0–1 | 0–1 | 1–1 | 1–3 |
| Rubio Ñu            | 1–2 | 0–0 | 1–1 | 0–1 | 2–2 | 0–2 | 0–3 | 2–1 | 2–1 | 0–0 | 1–0 | 3–2 |     | 3–1 | 3–1 | 0–1 |
| Resistencia         | 0–4 | 0–0 | 5–1 | 1–2 | 1–3 | 0–2 | 2–0 | 1–3 | 3–2 | 1–1 | 1–0 | 2–0 | 2–1 |     | 1–2 | 1–0 |
| Martín Ledesma      | 1–1 | 0–0 | 1–2 | 0–0 | 0–0 | 0–4 | 1–0 | 0–0 | 1–0 | 2–0 | 0–2 | 2–0 | 4–4 | 1–2 |     | 0–1 |
| San Lorenzo         | 0–1 | 1–0 | 2–2 | 1–0 | 0–0 | 1–0 | 2–2 | 3–2 | 3–1 | 1–2 | 0–0 | 3–0 | 3–2 | 1–1 | 2–1 |     |

## Campeón
|                                |
| Deportivo Recoleta 2.do título |

## Tabla de promedios
El promedio de puntos de un club es el cociente que se obtiene de la división de su puntaje acumulado en las últimas tres temporadas en la división, entre la cantidad de partidos que haya jugado durante dicho período. Este determina, al final de la temporada, el descenso de los equipos que acaben en los tres últimos lugares de la tabla. Clubes de Asunción o de ciudades que se encuentren a menos de 50 km de la capital descienden a la Primera División B. En tanto que equipos del resto del país descienden a la Primera División B Nacional. Para esta temporada se promed noiarán los puntajes acumulados de la temporada 2022, 2023, además de los puntos de la presente. En caso de empate de cociente para determinar a los equipos por descender, si el empate se da entre dos clubes se juega partido extra, si el empate es entre más de dos clubes se tiene en cuenta la diferencia de gol en primera instancia, luego goles a favor para determinar a los descendidos.
| Pos. | Equipo              | Prom. | Pts. | PJ | '22 | '23 | '24 |
| ---- | ------------------- | ----- | ---- | -- | --- | --- | --- |
| 1.°  | Atlético Tembetary  | 2.067 | 62   | 30 | -   | -   | 62  |
| 2.°  | Deportivo Recoleta  | 1.933 | 116  | 60 | -   | 51  | 65  |
| 3.°  | Sportivo Carapeguá  | 1.683 | 101  | 60 | -   | 43  | 58  |
| 4.°  | San Lorenzo         | 1.578 | 142  | 90 | 54  | 42  | 46  |
| 5.°  | Resistencia         | 1.500 | 45   | 30 | -   | -   | 45  |
| 6.°  | Encarnación         | 1.467 | 44   | 30 | -   | -   | 44  |
| 7.°  | Independiente CG    | 1.444 | 130  | 90 | 41  | 51  | 38  |
| 8.°  | Rubio Ñu            | 1.444 | 130  | 90 | 44  | 44  | 42  |
| 9.°  | Fernando de la Mora | 1.367 | 131  | 90 | 48  | 48  | 35  |
| 10.° | Pastoreo            | 1.322 | 119  | 90 | 53  | 43  | 23  |
| 11.° | Deportivo Santaní   | 1.322 | 119  | 90 | 33  | 44  | 42  |
| 12.° | Guaireña            | 1.267 | 38   | 30 | -   | -   | 38  |
| 13.° | 12 de Junio         | 1.267 | 38   | 30 | -   | -   | 38  |
| 14.° | Martín Ledesma      | 1.244 | 112  | 90 | 45  | 31  | 36  |
| 15.° | 3 de Febrero CDE    | 1.144 | 103  | 90 | 35  | 39  | 29  |
| 16.° | Atlético Colegiales | 0.867 | 78   | 90 | 36  | 32  | 10  |

     Descendido a la Primera División B Nacional.
     Descendido a la Primera División B Metropolitana.

## Goleadores
| Pos. | Jugador          | Club                | Goles |
| ---- | ---------------- | ------------------- | ----- |
| 1    | Lucas González   | Deportivo Recoleta  | 21    |
| 2    | César Villagra   | Rubio Ñu            | 12    |
| 3    | Richard Ortiz    | Encarnación FC      | 12    |
| 4    | Augusto Giménez  | Sportivo Carapeguá  | 11    |
| 5    | Roland Escobar   | Deportivo Santaní   | 10    |
| 6    | Luis Galeano     | Fernando de la Mora | 10    |
| 7    | Fernando Escobar | Encarnación FC      | 9     |
| 8    | Carlos Duarte    | Guaireña            | 9     |
| 9    | Juan Roa         | Atlético Tembetary  | 8     |
| 10   | Jesús Amarilla   | 3 de Febrero        | 8     |
| 11   | Jesús Cáceres    | Sportivo Carapeguá  | 7     |
| 12   | Esteban Thompson | Atlético Colegiales | 7     |
| 13   | Daniel Fernández | 12 de Junio         | 6     |
| 14   | Tomás Rojas      | 12 de Junio         | 6     |
| 15   | Jorge Núñez      | Atlético Tembetary  | 6     |